# Olga Sanfirova
Olga Aleksandrovna Sanfirova (în rusă Ольга Александровна Санфирова; n. 2 mai 1917, Samara, Republica Rusă – d. 13 decembrie 1944, Hrodna, RSS Bielorusă, URSS) a fost căpitan de aviație și comandant de escadrilă al celui de-al 46-lea (al 588-lea) regiment sovietic feminin de aviație militară de bombardament nocturn cunoscut și sub numele de „Vrăjitoarele nopții” în timpul celui de-al doilea război mondial. Ea a primit postum titlul de Erou al Uniunii Sovietice la 23 februarie 1945, devenind astfel prima femeie de origine tătară care a primit titlul. A mai primit Ordinul Lenin (1943), Ordinul Steagul Roșu (1943) și altele.

## Viață civilă
Sanfirova s-a născut la 2 mai [S.V. 19 aprilie] 1917 într-o familie de muncitori de tătari de pe Volga. A studiat la școala secundară din Republica Sovietică Socialistă Uzbekă înainte de a se muta la Moscova pentru a urma școala de aviație din Kolomna. După absolvirea acestei școlii, a lucrat la Departamentul de Aviație din Moscova înainte de a fi transferată la Tatarsk, Novosibirsk în 1940 pentru a pregăti piloții celui de-al 78-lea escadron al Direcției Aviației Civile din Siberia de Vest. S-a înrolat în armata sovietică în decembrie 1941 și a devenit membră a Partidului Comunist al Uniunii Sovietice din 1942.

## Cariera militară
Sanfirova s-a alăturat Forțelor Aeriene la încurajarea Marinei Raskova. Sanfirova s-a pregătit la Școala Militară de Aviație din Engels și, după absolvirea Școlii Militare de Aviație din Bataisk, în 1942, s-a alăturat celui de-al 588-lea regiment feminin de aviație de bombardament nocturn (supranumit  „Vrăjitoarele nopții” de către adversarii lor germani). Acesta a fost redenumit ca al 46-lea regiment feminin de aviație Taman de bombardament nocturn în februarie 1943.
În timpul unui zbor de antrenament în regiunea orașului Engels, unde a zburat pe post de pilot-comandant, avionul său a lovit liniile electrice de înaltă tensiune, lucru care a avariat puternic avionul. Un tribunal din Engels a condamnat-o la zece ani de închisoare, dar hotărârea a fost modificată ulterior și i s-a cerut să se alăture Regimentului de Bombardament Nocturn pentru a ispăși avarierea avionului.
Ea a avansat repede în grad, de la comandant de zbor la comandant adjunct de escadrilă înainte de a obține gradul de comandant de escadrilă în 1943. În timpul războiului, a participat la mai multe campanii de bombardare împotriva forțelor germane, în Caucazul de Nord, Crimeea, Peninsula Taman, în operațiunea Kerch-Eltigen și în Belarus.
La 1 mai 1943, împreună cu navigatoarea Rufina Gașeva a zburat cu un Polikarpov Po-2, când a fost doborâtă de un avion de luptă german deasupra pozițiilor sovietice din Crimeea, dar amândouă au reușit să supraviețuiască după ce au părăsit aeronava și au fost salvate două zile mai târziu.
La 13 decembrie 1944, avionul cu care a zburat Sanfirova și Gașeva a fost doborât din nou deasupra unui câmp minat. Nu întotdeauna au avut parașute la bord pentru a scăpa de greutatea în plus, dar în această misiune au avut parașute cu ele. Sanfirova a sărit cu parașuta din avion în siguranță, dar a fost ucisă imediat când a aterizat și a călcat pe o mină. A fost îngropată într-un mormânt comun din orașul Grodno, Republica Sovietică Socialistă Belarusă. Gașeva a supraviețuit incidentului și a continuat să zboare și să lupte după ce s-a întors la regimentul său. Gașeva a decedat în 2012 la 90 de ani.
De-a lungul războiului, Sanfirova a avut 630 de misiuni de luptă de noapte cu un total de 875 de ore de zbor în luptă, a aruncat 77 de tone de bombe deasupra teritoriului controlat de inamici; a distrus un depozit, două plutoane naziste, cinci mașini, trei turnuri fortificate și două feriboturi, de asemenea a aprovizionat forțele terestre sovietice cu alimente și muniție.

## Premii și onoruri
- Erou al Uniunii Sovietice (23 februarie 1945)
- Ordinul Lenin (23 februarie 1945)
- Ordinul Steagul Roșu (27 aprilie 1943)
- Ordinul Alexander Nevski (24 aprilie 1944)
- Ordinul Marele Război Patriotic clasa I (22 octombrie 1943)
- Medalia „Pentru apărarea Caucazului”

În memoria sa, o stradă îi poartă numele în Samara precum și o stradă din orașul bielorus Grodno. Au fost ridicate statui ale sale în fața institutului de aviație Kolomna unde a studiat, dar și în Grodno și în Samara.